# Photoscotosia mimetica
Photoscotosia mimetica är en fjärilsart som beskrevs av Xue 1988. Photoscotosia mimetica ingår i släktet Photoscotosia och familjen mätare. Inga underarter finns listade i Catalogue of Life.